# Samuel Arday
Samuel Arday (Accra, 2 novembre 1945 – 12 febbraio 2017) è stato un allenatore di calcio ghanese.

## Carriera
Ha guidato la Nazionale ghanese a due edizioni delle Olimpiadi (giungendo terzo nel 1992) e ha allenato, altresì, la Nazionale maggiore del proprio paese.